# Rosenstrupig kardinal
Rosenstrupig kardinal (Piranga roseogularis) är en fågel i familjen kardinaler inom ordningen tättingar.

## Utseende
Rosenstrupig kardinal är trots namnet en tämligen färglös fågel, med gråaktig fjäderdräkt. Hanen har dock rosenskär strupe och röd anstrykning på hjässa, vingar och stjärt. Hos honan har dessa områden istället gulaktig anstrykning. Karakteristiskt är dock en vit bruten ögonring.

## Utbredning och systematik
Rosenstrupig kardinal delas in i tre underarter med följande utbredning:
- Piranga roseogularis roseogularis – förekommer i sydöstra Mexiko (torra norra Yucatánhalvön)
- Piranga roseogularis tincta – förekommer på centrala och södra Yucatánhalvön, norra Belize och norra Guatemala
- Piranga roseogularis cozumelae – förekommer i sydöstra Mexiko (Cozumel och Isla Mujeres)

### Familjetillhörighet
Släktet Piranga placerades tidigare i familjen tangaror (Thraupidae). DNA-studier har dock visat att de egentligen är tunnäbbade kardinaler, nära släkt med typarten för familjen röd kardinal.

## Levnadssätt
Rosenstrupig kardinal är en ovanligt förekommande fågel i tropiska skogar och skogsbryn. Där ses den i högre skikten i skogen. Den är ofta tystlåten och därmed lätt förbisedd.

## Status
Rosenstrupig kardinal är en relativt fåtalig art, med ett uppskattat bestånd i storleksordningen 20 000–50 000 vuxna individer. Den tros också minska i antal, dock inte tillräckligt kraftigt för att anses vara hotad. IUCN kategoriserar arten som livskraftig.